# Graterolacho
Manuel Jesús Graterol Santander (Municipio Turén, 6 de abril de 1935 - Caracas, 11 de junio de 2010), popularmente conocido como Graterolacho, fue un humorista, periodista, poeta, escritor y publicista venezolano.

## Biografía
Fue fundador del periódico humorístico venezolano "El Camaleón" junto a Luis Muñoz-Tébar (Lumute), un semanario donde participó una amplia gama de artistas, escritores y dibujantes en la década de los 80 y 90 en Venezuela, editado por el diario El Nacional de 1988 a 2003 en más de 500 ediciones, y años después por El Nuevo País. En El Camaleón, bajo el eslogan "un rato con el gobierno y otro con la oposición", participaron comunicadores de Omar Cruz, Nerio "Pam-Chito" Borges, Tortuga Fuentes, el publicista Anaté, José Inojosa, Carlos Bujanda, Octavio Montiel, Carlos Iglesia y una generación de humoristas que supo heredar el testigo de otras publicaciones de humor político en Venezuela. 
Fue también conocido por sus canciones "Romance", "El Negro y El Catire", "Pajarillo", "Aire Oriental", entre otras. Inició su carrera en la radio siendo apenas un adolescente, en el programa "La hora del liceo", transmitido en Radio Acarigua. También hizo en Radio Capital 710AM "La hora del Camaleón", junto a Juan Manuel La Guardia (Sargento Full Chola), Lumute y Adelita. Luego ese programa pasó tres años a la televisión en Televen, donde ocasionalmente invitaba a su amigo, el compositor Aldemaro Romero (si bien al principio se hacía llamar "Rueda Libre"). En televisión además tuvo una destacada trayectoria humorística como libretista de Simón Díaz y su hermano Joselo en el programa "Media hora con Joselo y Simón", y luego en "Julián y Chuchín, dos vivanes de postín". Participó en televisión junto al humorista e imitador Rolando Salazar en el segmento "Humor en tiempos de crisis", en el programa de Napoleón Bravo "24 Horas". 
En su último año de vida, mantuvo activa una cuenta en Twitter como @GRATEROLACHO. Graterolacho fue conocido también como "El sapo" (apodo que le dieron durante sus años de publicista); "EI Camaleón Mayor" (por ser director del semanario de humor El Camaleón).